# Schönwald (Brandenburg)
Schönwald ist eine Gemeinde im Landkreis Dahme-Spreewald in Brandenburg. Sie wird vom Amt Unterspreewald verwaltet.

## Gemeindegliederung
Die Gemeinde Schönwald gliedert sich in die folgenden Ortsteile mit den zugehörigen Wohnplätzen:
- Schönwalde mit den Wohnplätzen Ausbau und Försterei Schönwalde
- Waldow/Brand mit dem Wohnplatz Forsthaus Schenze

## Geschichte
Schönwalde und Waldow/Brand gehörten seit 1816 zum Kreis Lübben (Spreewald) in der Provinz Brandenburg und ab 1952 zum Kreis Lübben im DDR-Bezirk Cottbus. Seit 1993 liegen die Orte im brandenburgischen Landkreis Dahme-Spreewald.
Schönwald entstand am 31. Dezember 2001 aus dem freiwilligen Zusammenschluss der bis dahin selbstständigen Gemeinden Schönwalde (niedersorbisch Běły Gózd) und Waldow/Brand. Schönwald war 1992–2012 Sitz des Amtes Unterspreewald, den sie bei der Neugründung des Amtes an Golßen verlor.
Die erste urkundliche Erwähnung Schönwaldes stammt vom 20. Januar 1345 in einer Luckauer Urkunde. Die Kirche des Ortes entstand 1696. 1817 brachen die Pocken aus, 1888 wütete ein Großbrand. Die Freiwillige Feuerwehr Schönwalde wurde 1911 gegründet. Elf Jahre später erfolgte der Anschluss an das Stromnetz.

## Bevölkerungsentwicklung
| Jahr | Schönwalde | Waldow/Brand |      | Jahr  | Schönwald |
| ---- | ---------- | ------------ | ---- | ----- | --------- |
| 1875 | 0 853      | 583          | 2001 | 1 286 |           |
| 1910 | 0 866      | 474          | 2005 | 1 263 |           |
| 1939 | 1 015      | 458          | 2010 | 1 175 |           |
| 1946 | 1 420      | 722          | 2015 | 1 129 |           |
| 1950 | 1 297      | 707          | 2020 | 1 176 |           |
| 1971 | 1 077      | 480          | 2021 | 1 181 |           |
| 1990 | 0 991      | 385          | 2022 | 1 176 |           |
| 1995 | 1 285      | 377          | 2023 | 1 207 |           |
| 2000 | 0 905      | 382          | 2024 | 1 226 |           |

Gebietsstand des jeweiligen Jahres, Einwohnerzahl: Stand 31. Dezember (ab 1991), ab 2011 auf Basis des Zensus 2011, ab 2022 auf Basis des Zensus 2022

## Politik

### Gemeindevertretung
Die Gemeindevertretung von Schönwald besteht aus zehn Gemeindevertretern und dem ehrenamtlichen Bürgermeister. Die Kommunalwahl am 9. Juni 2024 führte bei einer Wahlbeteiligung von 73,9 % zu folgendem Ergebnis:
| Partei / Wählergruppe                     | Stimmenanteil | Sitze |
| ----------------------------------------- | ------------- | ----- |
| Wählergruppe Dorfgemeinschaft             | 42,4 %        | 4     |
| Wählergruppe Jugend, Familie, Zukunft     | 21,9 %        | 2     |
| Wählergruppe Freiwillige Feuerwehr Waldow | 17,7 %        | 2     |
| CDU                                       | 14,9 %        | 2     |
| Die Linke                                 | 03,1 %        | –     |

### Bürgermeister
- seit 2003: Roland Gefreiter (Wählergruppe Dorfgemeinschaft)[9]

Gefreiter wurde bei der Bürgermeisterwahl am 9. Juni 2024 ohne Gegenkandidat mit 55,8 % der gültigen Stimmen für eine weitere Amtszeit von fünf Jahren gewählt.

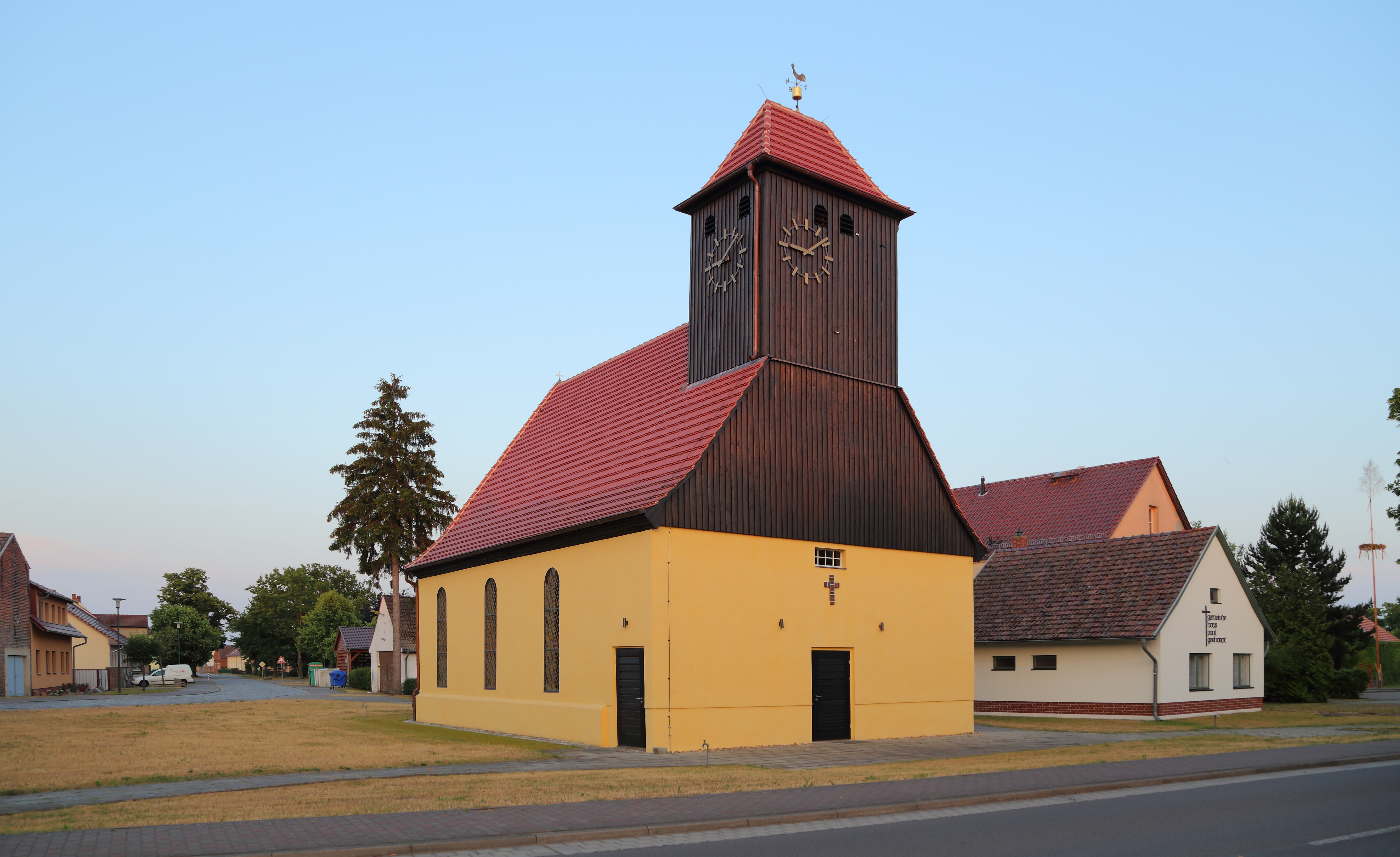
Dorfkirche Schönwalde

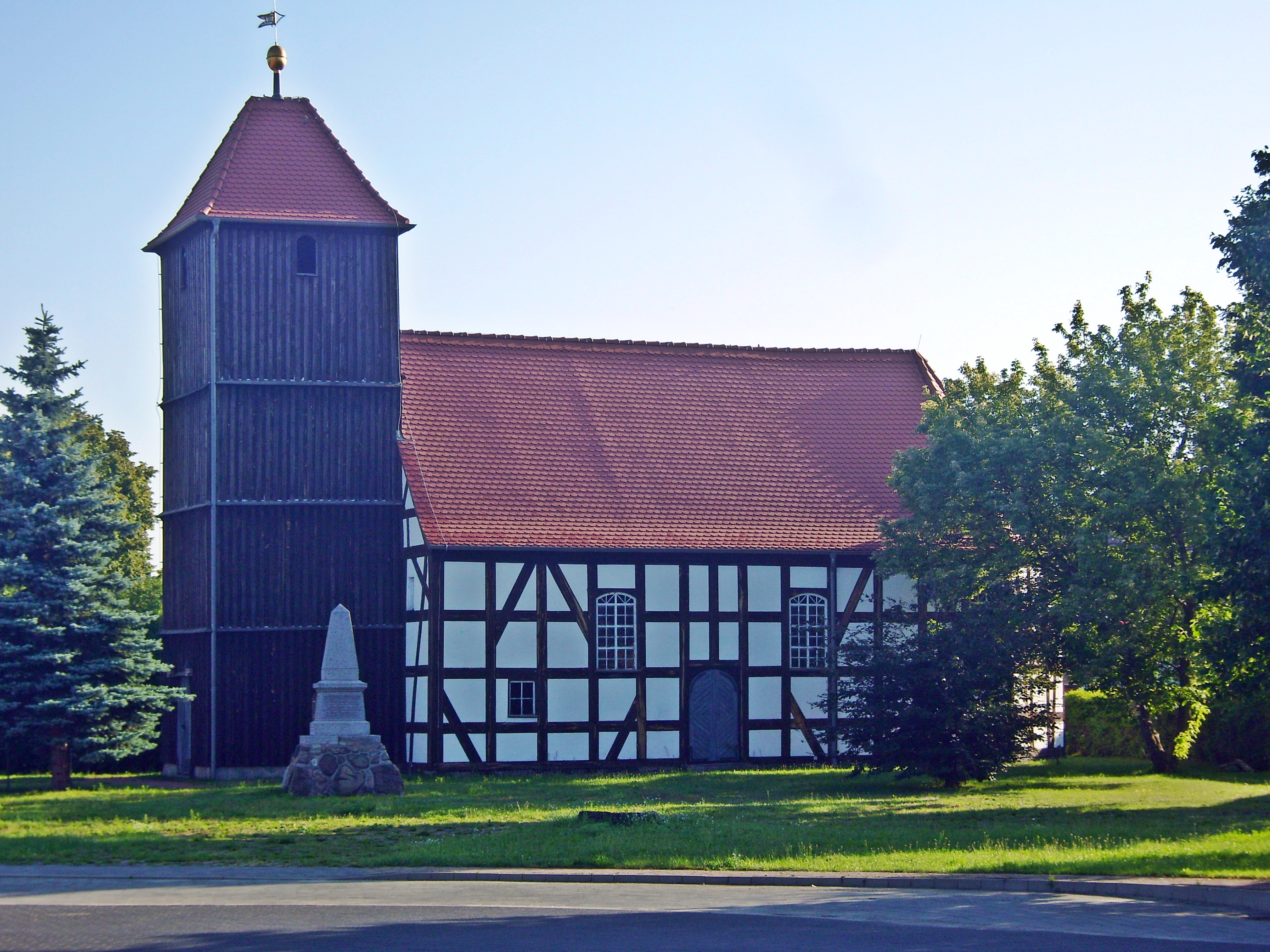
Dorfkirche Waldow

## Sehenswürdigkeiten
- Dorfkirche Schönwalde, 1686 errichtet, im Innern Kanzelaltar aus dieser Zeit
- Fachwerkkirche Waldow, entstand vermutlich im Jahr 1709

In der Liste der Baudenkmale in Schönwald finden sich die in der Denkmalliste des Landes Brandenburg eingetragenen Baudenkmale.

## Verkehr
Schönwald liegt an der Landesstraße L 71 zwischen Dahme und Leibsch. Die Bundesstraße 115 zwischen Golßen und Lübben verläuft unmittelbar südlich des Gemeindegebietes.
Die Bundesautobahn 13 durchquert das Gemeindegebiet. Der an ihrem Verlauf liegende Parkplatz Bugkgraben/Krausnicker Berge liegt innerhalb der Gemeindegrenzen. Die nächstgelegene Anschlussstelle ist Freiwalde.
Der Bahnhof Schönwalde (Spreewald) im gleichnamigen Ortsteil – Schreibweise abweichend zum Gemeindenamen mit e am Ende – liegt an der Bahnstrecke Berlin–Görlitz und wird von der Regionalbahnlinie RB 24 Eberswalde–Berlin–Senftenberg bedient.
Die Regionale Verkehrsgesellschaft Dahme-Spreewald bietet mit der Linie 476 eine Busverbindung zwischen den Ortsteilen Schönwalde und Waldow an, die auf ihrem Linienweg jedoch nicht den Bahnhof berührt.

## Persönlichkeiten
- Ottilie Pohl (1867–1943), Politikerin (USPD), Widerstandskämpferin gegen den Nationalsozialismus, geboren in Schönwalde